# 阮豐貽
阮豐貽（越南语：／；1889年—？），又名阮泰拔，越南阮朝官員。他是1919年科舉制度廢除前東亞歷史上最後一位“狀元”。

## 生平
成泰元年（1889年），阮豐貽出生在清化省河中府弘化縣慈光總月圓社（今屬清化省清化市弘光社月圓村）。早年，他曾響應潘佩珠發起的東遊運動，前往日本遊學。維新四年（1910年），日本驅逐越南留學生，阮豐貽跟隨強㭽、潘佩珠逃往中國廣東。最終這場愛國運動失敗了，阮豐貽回到了越南。一说他是被捕后向法国殖民当局投降，与殖民当局合作。一说他未向法国殖民当局屈服，是受到了殖民当局的软禁，强迫他参加了后来的会试。
啟定四年（1919年），阮朝開最後一科會試，參加人員不再局限於舉人，秀才和普通仕子經過簡單考核便可參加該科會試。阮豐貽以仕子身份參加會試，並在隨後的庭試中考中第三甲同進士出身的第一名，是為該科庭元，時年三十一歲。啟定四年的會試和庭試是東亞歷史上舉辦的最後一次科舉考試，因此阮豐貽被認為是最後一位“狀元”。後曾任欽使座錄事。后病逝，有文称时间是1922年夏。